# Aklo
El aklo es una lengua artificial citada principalmente en las obras de Los Mitos de Cthulhu de H.P. Lovecraft. Esta lengua se presenta en la ficción como un lenguaje secreto o un código asociado a cultos satanicos y a la escritura de textos prohibidos.

## Historia
El aklo fue inventado por Arthur Machen en su novela El pueblo blanco de 1899, sin embargo no es detallado a fondo en el libro, si no más bien es señalado de pasada por Machen. Posteriormente sería utilizado en profundidad por  Lovecraft (que era un gran admirador de la obra de Machen), apareciendo en sus relatos El horror de Dunwich y El morador de las tinieblas, lo que facilitó que se popularizase.
En la trilogía Illuminatus!, de Robert Shea y Robert Anton Wilson, el aklo aparece como un lenguaje utilizado en las misas negras por los Illuminati.
El aklo también aparece en relatos y en cómics de Alan Moore, inspirados en los Mitos de Cthulhu, tales como The Courtyard y Neonomicón.